# شوتو سوزوکی
شوتو سوزوکی (انگلیسی: Shoto Suzuki؛ زادهٔ ۱۶ اکتبر ۱۹۹۲) بازیکن فوتبال اهل ژاپن است.